# Ilja Šmíd
Ilja Šmíd, né le 14 février 1952 à Plzeň, est un universitaire et homme politique tchèque. Il est ministre de la Culture du pays du 13 décembre 2017 au 27 juin 2018.

## Biographie
Ilja Šmíd grandit à Plzeň, où il commence ses études de musique dans les années 1970, avant de les poursuivre à l’université de Prague. Il s’implique dans les orchestres symphonique et philharmonique de Prague jusqu’en 2012.
En décembre 2017, il est nommé au poste de ministre de la Culture du gouvernement Babiš I.